# Opérateur steadicam
Sur un tournage, l'opérateur steadicam, ou « cadreur steadicam », est un technicien spécialisé dans la manipulation du steadicam ou stabilisateur de caméra, un système portatif qui permet de stabiliser la prise de vues en cinéma et télévision.
C'est un métier de spécialisation, dans lequel l'entraînement physique, indispensable avant de pouvoir maîtriser ce système de transport de caméra, est primordial. L'opérateur steadicam est appelé en renfort du cadreur du film quand un plan requiert l'emploi du procédé. 
Les opérateurs steadicam sont souvent propriétaires de leur propre matériel.

En France, les opérateurs steadicam sont représentés par l'Association française des cadreurs et cadreuses steadicam (AFCS). L'API (Association des Producteurs indépendants) propose de définir le métier ainsi : 

« Cadreur spécialisé cinéma. Suivant les directives du réalisateur et sous le contrôle du directeur de la photographie, il assure les cadrages et l'harmonie des mouvements de l'appareil de prise de vues au moyen d'un bras mécanique stabilisateur (exemple : "steadicam"), porté ou fixé, ou dans le cadre de toute autre prise de vue spécialisée. »

Le brevet Steadicam étant tombé dans le domaine public, la dénomination opérateur steadicam s'est étendue à tout opérateur utilisant un stabilisateur de caméra, de quelque marque que ce soit.